# Taco van der Hoorn
Taco van der Hoorn (* 4. prosince 1993) je nizozemský profesionální silniční cyklista jezdící za UCI WorldTeam Intermarché–Wanty.

## Kariéra
V listopadu 2020 bylo oznámeno, že van der Hoorn podepsal kontrakt s UCI Continental týmem BEAT Cycling pro sezónu 2021. Následující měsíc však bylo oznámeno, že van der Hoorn podepsal na poslední chvíli kontrakt s UCI WorldTeamem Intermarché–Wanty–Gobert Matériaux pro sezónu 2021. V květnu 2021 byl jmenován na startovní listině Gira d'Italia 2021. V závodě vyhrál z úniku třetí etapu, svou první etapu na Grand Tours v kariéře a první etapu svého týmu na Grand Tours v historii.
V páté, kostkové etapě Tour de France 2022 z Lille do Arenbergu získal van der Hoorn druhé místo poté, co ho v cíli těsně přesprintoval Simon Clarke.

## Hlavní výsledky
2011
vítěz Guido Reybrouck Classic
2014
7. místo Zuid Oost Drenthe Classic I
2016
2. místo ZODC Zuidenveld Tour
An Post Rás
8. místo celkově
vítěz 1. etapy
9. místo Schaal Sels-Merksem
10. místo Gooikse Pijl
2017
vítěz Schaal Sels
2. místo Dwars door het Hageland
2. místo Tacx Pro Classic
4. místo Slag om Norg
8. místo Grote Prijs Jean-Pierre Monseré
9. místo Famenne Ardenne Classic
2018
vítěz Primus Classic
vítěz Nationale Sluitingprijs
BinckBank Tour
vítěz 3. etapy
3. místo Antwerp Port Epic
4. místo Binche–Chimay–Binche
5. místo Druivenkoers Overijse
9. místo Paříž–Tours
10. místo Slag om Norg
2019
3. místo Omloop van het Houtland
2021
vítěz Omloop van het Houtland
Giro d'Italia
vítěz 3. etapy
Benelux Tour
vítěz 3. etapy
Tour de Pologne
 vítěz soutěže bojovnosti
2. místo Antwerp Port Epic
2022
vítěz Brussels Cycling Classic
Národní šampionát
3. místo silniční závod
10. místo Kuurne–Brusel–Kuurne
2023
4. místo Kuurne–Brusel–Kuurne
8. místo Grand Prix de Denain

### Výsledky na Grand Tours
| Grand Tour      | 2021 | 2022 |
| --------------- | ---- | ---- |
| Giro d'Italia   | 107  | —    |
| Tour de France  | —    | 124  |
| Vuelta a España | —    | —    |

| —   | Nezúčastnil se |
| DNF | Nedokončil     |